# فرنسيس بريستو
فرنسيس بريستو Francis Bristow هو محامي وسياسي أمريكي، ولد في 11 أغسطس 1804 في مقاطعة كلارك في الولايات المتحدة، وتوفي في 10 يونيو 1864. نشط حزبياً في حزب اليمين. وقد انتخب عضو مجلس النواب الأمريكي ‏.